# Juan Cole
John Ricardo I. Cole, detto Juan (Albuquerque, ottobre 1952), è uno storico, orientalista e opinionista statunitense sul Medio Oriente e sulla moderna Asia del Sud, commentatore politico e intellettuale pubblico.
Professore di storia della Università del Michigan. Come commentatore di affari del Medio Oriente, è apparso sulla stampa e in televisione. Ha pubblicato diversi studi sul Medio Oriente e ha tradotto numerose opere sia in arabo che persiana. Dal 2002 è autore di un blog dal titolo Informed Comment.
Nato da una famiglia originaria del principato di Assia-Darmstadt, ed emigrata negli Stati Uniti intorno al 1830, suo padre prestò servizio nei Signal Corps dell'Esercito degli Stati Uniti e per motivi di servizio si trasferì con la famiglia dal Nuovo Messico in Francia nel 1953. In seguito fu trasferito in Etiopia nella base militare statunitense di Kagnew Station, ad Asmara dove per la prima volta il giovane Juan entrò in contatto con la cultura islamica.
Cole proviene da una famiglia per metà Cattolica e per metà Protestante, tuttavia è stato cresciuto con un retaggio protestante. Tra il 1960 e il 1970 ha cominciato a interessarsi alle Religioni Orientali, incluso il Buddismo. Cole diventa un membro della Fede Baha'i nel 1972 quando era ancora studente universitario alla Northwestern University nell'Illinois e questa Religione divenne argomento principale delle sue tesi per il resto degli anni dei suoi studi accademici. Si è dimesso dalla Fede Baha'i nel 1996 per divergenze con altri membri riguardanti le regole del sistema amministrativo Baha'i. Dichiarerà anni dopo di essere disinteressato ad ogni forma di Religione organizzata o percorso spirituale e perciò di non voler parte di nessuna di esse.
Nel 2020 scrive un libro dal titolo "Muhammad Prophet of Peace: Amid The Clash of Empires" con l'intenzione di dimostrare che Maometto è un Profeta di Pace e Tolleranza.